# Charly, der Wunderaffe
Charly, der Wunderaffe ist eine österreich-ungarische Filmkomödie von Joe May aus dem Jahre 1916.

## Handlung
Nach den Angaben von The German Early Cinema Database handelt es sich dabei um ein Lustspiel ... [mit einem] Affendarsteller und [einer] Milliardärstochter. Die Handlung ist allerdings nicht mehr nachvollziehbar, der Film gilt als verschollen.

## Hintergrund
Produziert wurde der Film im Herbst 1915 von der Allgemeinen Kinematographen- und Films-Gesellschaft Philipp & Pressburger Wien im Auftrag der May-Film GmbH Berlin. Er hatte eine Länge von drei Akten auf 1.300 Metern, ca. 63 Minuten. Die Uraufführung fand am 21. Jänner 1916 in Wien statt.
Die Berliner Polizei belegte ihn im Juni 1917 mit einem Jugendverbot (Nr. 40717), dabei musste der Film auf 1.031 Meter gekürzt werden, ca. 50 Minuten. Die deutsche Erstaufführung fand im September 1917 in den Kali Berlin statt.